# Gymnasium Walldorf
Das Gymnasium Walldorf ist ein öffentliches Gymnasium in Walldorf im Rhein-Neckar-Kreis in Baden-Württemberg. Es bildet zusammen mit der im selben Gebäude befindlichen Theodor-Heuss-Realschule das Schulzentrum Walldorf, dem noch ein zusätzliches Gebäude (genannt „Pavillon“) für den Musik- und Kunstunterricht sowie eine Sporthalle angeschlossen sind.
Das Einzugsgebiet für das Gymnasium umfasst die Gemeinden Walldorf, St. Leon-Rot und Reilingen, viele der Schülerinnen und Schüler kommen aber auch aus anderen benachbarten Orten wie Neulußheim, Leimen und Nußloch.
Besonderheiten des Gymnasiums sind unter anderem: gut ausgestattete Räume für die Naturwissenschaften, die angebotene Streicherklasse für die Klassen 5 und 6, zahlreiche Musik- und Kunst-AGs und die Kooperation mit lokalen Unternehmen und Stiftungen wie der Dietmar-Hopp-Stiftung und SAP. Außerdem besitzt die Schule ein Ganztagesangebot und genießt den Status einer akkreditierten Stützpunktschule für Molekularbiologie im Bereich des Regierungspräsidiums Karlsruhe.

## Fall Henri
2014 lehnte das Gymnasium Walldorf die Aufnahme eines Schülers mit Down-Syndrom ab, der auf Wunsch der Eltern im Rahmen eines Schulversuchs zur Inklusion aufgenommen werden sollte, während zwei andere Kinder mit Behinderungen – die aber im Gegensatz zu Henri die Allgemeine Hochschulreife anstrebten –  aufgenommen wurden. Der abgelehnte Schüler besuchte ab 2015 die benachbarte Realschule.